# Sperman
Sperman es una serie de historietas creada por el historietista argentino Roberto Fontanarrosa. Narra las aventuras del personaje homónimo. Fue publicada originalmente en 1984 en la revista mensual Fierro, de Buenos Aires. 

## Trayectoria editorial
Las entregas de esta serie en Fierro no fueron muchas, ya que por esa época Fontanarrosa producía regularmente dos personajes (Boogie, el aceitoso e Inodoro Pereyra), además de su chiste diario en el Clarín de la capital porteña, lo cual era un ritmo de trabajo que, como él mismo había declarado, no era capaz de mantener.
Ediciones de la Flor (Buenos Aires) publicó, en 1987, un volumen recopilatorio, Sperman 1 (ISBN 9505156529).

## Argumento y personajes
La creación del historietista rosarino es una parodia del personaje clásico estadounidense Superman. Como éste, Sperman lleva un traje ceñido al cuerpo, botas, malla de baño por fuera del traje, una capa y un escudo simbólico en el pecho con la leyenda SPERM DONOR en grandes mayúsculas de imprenta, además del pelo renegrido prolijamente peinado. Junto a su compañero inseparable, Germinal, un espermatozoide casi tan grande como un puño y que, como Sperman, es capaz de hablar y de volar, tiene el cometido de luchar contra la infertilidad, la impotencia, la frigidez, la despoblación, etc., ya que Sperman es un donante de semen munido de una capacidad amatoria extraordinaria, inagotable.
Esconde su personalidad secreta representando el papel de un humilde granjero, Nicholas Colbert, propietario del establecimiento Hens & Eggs, mientras corteja a la virginal Laura, que siempre sabe mantenerse firme ante los anhelos sexuales del superhéroe.